# ФК «Черноморец» Одесса в сезоне 2018/2019
Сезон 2018—2019 годов стал для ФК «Черноморец» Одесса 28-м в чемпионатах и розыгрышах кубка Украины, а также 81-м со дня основания футбольного клуба. Это 24-й сезон команды в высшем дивизионе чемпионата Украины и 10-й в Премьер-лиге Украины. Официальные матчи в сезоне прошли с 25 июля 2018 года по июнь 2019 года.

## Перед началом сезона
Предыдущий сезон «Черноморец» завершил на 11-м месте, проиграл стыковые матчи ФК «Полтава» за право участвовать в высшем дивизионе, что в итоге привело к вылету команды из премьер-лиги. Однако, в связи с расформированием ФК «Полтава», исполком ФФУ 3 июля 2018 принял решение о включении «Черноморца» в состав участников премьер-лиги сезона 2018/2019.

## Клуб

### Тренерский штаб
В этом сезоне «Черноморец» возглавил болгарский тренер Ангел Червенков, назначенный на должность главного тренера после увольнения Константина Фролова по окончании предыдущего сезона.
|                                    | \| Должность \| Имя \| \| ---------------------------------- \| --------------------------------- \| \| Главный тренер \| Ангел Червенков \| \| Тренер \| Пятенко Владимир Николаевич \| \| Тренер \| Чуприна Роман Павлович \| \| Тренер \| Поркуян Валерий Семенович \| \| Тренер вратарей \| Тименко Владимир Николаевич \| \| Старший тренер команды U-21 \| Ущаповский Андрей Васильевич \| \| Старший тренер команды U-19 \| Горобец Александр Леонтьевич \| \| Тренер команды U-21 \| Телесненко Андрей Васильевич \| \| Тренер вратарей команд U-21 и U-19 \| Ширяев Евгений Юрьевич \| \| Тренер команды U-19 \| Еремеев Вячеслав Николаевич[укр.] \| |
| Должность                          | Имя |
| Главный тренер                     | Ангел Червенков |
| Тренер                             | Пятенко Владимир Николаевич |
| Тренер                             | Чуприна Роман Павлович |
| Тренер                             | Поркуян Валерий Семенович |
| Тренер вратарей                    | Тименко Владимир Николаевич |
| Старший тренер команды U-21        | Ущаповский Андрей Васильевич |
| Старший тренер команды U-19        | Горобец Александр Леонтьевич |
| Тренер команды U-21                | Телесненко Андрей Васильевич |
| Тренер вратарей команд U-21 и U-19 | Ширяев Евгений Юрьевич |
| Тренер команды U-19                | Еремеев Вячеслав Николаевич |

### Экипировка и спонсоры
| Домашняя с 12/07/2017 | Выездная с 12/07/2017 | Выездная с 18/10/2017 |

## Изменения в составе[5]

### Пришли в клуб
| Дата                                    | Позиция      | Футболист         | Прежний клуб        | Условия         |
| --------------------------------------- | ------------ | ----------------- | ------------------- | --------------- |
| Летнее трансферное окно (2018 г.)       |              |                   |                     |                 |
| 13 июля 2018                            | защитник     | Олег Остапенко    | Ворскла             | не разглашается |
| 13 июля 2018                            | полузащитник | Алексей Савченко  | Полтава             | не разглашается |
| 13 июля 2018                            | полузащитник | Владислав Хомутов | Олимпик             | не разглашается |
| 16 июля 2018                            | защитник     | Глеб Грачёв       | Сталь               | не разглашается |
| 17 июля 2018                            | защитник     | Дмитрий Рыжук     | Хапоэль (Афула)     | не разглашается |
| 17 июля 2018                            | полузащитник | Артур Карноза     | Днепр-1             | не разглашается |
| 25 июля 2018                            | нападающий   | Иван Михайленко   | Днепр               | не разглашается |
| 25 июля 2018                            | полузащитник | Руслан Бабенко    | Заря                | не разглашается |
| 17 августа 2018                         | нападающий   | Владимир Коваль   | Олимпия (Грудзёндз) | не разглашается |
| 26 сентября 2018                        | защитник     | Андрей Мищенко    | Олимпик             | не разглашается |
| 28 сентября 2018                        | нападающий   | Роберт Мютзерс    | Дордрехт            | не разглашается |
| Зимнее трансферное окно (2018—2019 гг.) |              |                   |                     |                 |
| 28 января 2019                          | полузащитник | Владимир Танчик   | Стомиль             | не разглашается |
| 8 февраля 2019                          | полузащитник | Евгений Морозенко | Олимпик             | не разглашается |
| 8 февраля 2019                          | защитник     | Александр Голиков | Львов               | не разглашается |
| 9 февраля 2019                          | полузащитник | Владимир Аржанов  | Кайсар              | не разглашается |
| 9 февраля 2019                          | полузащитник | Виталий Гошкодеря | Окжетпес            | не разглашается |
| 14 февраля 2019                         | нападающий   | Василий Павлов    | Вентспилс           | не разглашается |
| 28 февраля 2019                         | нападающий   | Арни Вильхамссон  | Брук-Бет Термалица  | аренда          |

### Ушли из клуба
| Дата                                    | Позиция      | Футболист         | Новый клуб       | Условия         |
| --------------------------------------- | ------------ | ----------------- | ---------------- | --------------- |
| Летнее трансферное окно (2018 г.)       |              |                   |                  |                 |
| 2 июня 2018                             | Защитник     | Евгений Зубейко   | Олимпик (Донецк) | свободный агент |
| 15 июня 2018                            | Полузащитник | Максим Третьяков  | ДАК 1904         | свободный агент |
| 12 июля 2018                            | Вратарь      | Андрей Новак      | Прикарпатье      | свободный агент |
| Зимнее трансферное окно (2018—2019 гг.) |              |                   |                  |                 |
| 11 января 2019                          | Нападающий   | Анатолий Диденко  |                  | свободный агент |
| 11 января 2019                          | Полузащитник | Владислав Хомутов |                  | свободный агент |
| 11 января 2019                          | Полузащитник | Артур Карноза     |                  | свободный агент |
| 27 февраля 2019                         | Полузащитник | Дмитрий Леонов    |                  | свободный агент |

## Чемпионат Украины
См. также: Чемпионат Украины по футболу 2018/2019

#### Июль
Свой первый официальный матч в сезоне «Черноморец» провёл 23 июля 2018 года, сыграв в Премьер-лиге против ФК «Олимпик». Матч завершился победой «Черноморца» со счётом 2:1. Первый гол за «Черноморец» на 9-й минуте забил Дмитрий Рыжук. На 65-й минуте увеличил преимущество Никита Татарков, однако вскоре форвард «Олимпика» Максим Дегтярев смог отыграть один мяч. На 84-й минуте игрок «Олимпика» Виталий Балашов заработал пенальти, однако пробить голкипера «Черноморца» Сергея Литовченко он не смог.
Во втором туре чемпионата одесситы играли 29 июля 2018 года во Львове против «Карпат». Хозяева активно провели первый тайм, забили гол на 16-й минуте — отличился Марьян Швед. Второй тайм доминировали одесситы, однако отыграться не смогли — итоговый счёт 1:0 в пользу «Карпат».

#### Август
В третьем туре «Черноморец» 4 августа 2018 года в Запорожье встречался с луганской Зарёй. В первом тайме Заря вышла вперед — на 21-й минуте гол забил Рафаэл. После перерыва одесситы перестроили игру и смогли сравнять счёт — на 59-й минуте со штрафного забил Алексей Савченко. До конца матча «Черноморец» смог удержать ничейный результат, итоговый счёт 1-1.
В четвертом туре «Черноморец» 12 августа в Одессе встречался с черниговской «Десной». Победа «Черноморца» 1-0. Гол на 72-й минуте после стандарта забил Евгений Смирнов.
В пятом туре в Киеве 17 августа «Черноморец» встречался с «Арсеналом». Хозяева на 25-й минуте забили гол, однако одесситы смогли отыграться уже на 35-й минуте. До конца матча больше голов забито не было — итоговый счёт 1:1.
В шестом туре в Одессе 25 августа «Черноморец» вырвал результативную ничью с киевским «Динамо». Киевляне доминировали большую часть матча, что и вылилось в забитый Русиным на 60-й минуте гол. Однако одесситы не сдались, продолжили контратаковать и забили ответный гол. На 83-й минуте отличился Глеб Грачев.
В седьмом туре в Полтаве 31 августа «Черноморец» проиграл 2-1 полтавской «Ворскле». Игра вышла напряжённой, на встречных курсах. На 49-й минуте Кулач вывел хозяев вперед, однако на 63-й минуте Артём Чорний счёт сравнял. Ничейный результат команды не устроил — борьба продолжилась, на 87-й минуте Дмитрий Рыжук срезал гол в свои ворота.

#### Сентябрь
В восьмом туре в Одессе 16 сентября «Черноморец» проиграл 0-1 «Львову». Гол на 43-й минуте забил полузащитник гостей Аугусто Бруно.
В девятом туре в Харькове 23 сентября «Черноморец» встречался с донецким «Шахтером». Первый тайм одесситы успешно отбивали атаки «Шахтера», однако во втором тайме пропустили три гола в свои ворота. Отличились Мораес на 57-й минуте, Тайсон на 82-й минуте. На 59-й минуте мяч рикошетом залетел в ворота от защитника «Черноморца» Ивана Трубочкина. Итоговый счёт 3-0 в пользу «Шахтера».
В десятом туре 30 сентября в Одессе «Черноморец» проиграл 0-1 «Мариуполю». В первом тайме велась спокойная игра с небольшим преимуществом гостей и отсутствием голевых моментов с обеих сторон. Во втором тайме игра продолжилась в таком же качестве, однако на 69-й минуте нападающий «Мариуполя» Владислав Вакула смог реализовать удачный момент. Окончательный счёт не изменился до конца матча.

#### Октябрь
В одиннадцатом туре «Черноморец» 6 октября выезжал в Александрию. Игра прошла при преимуществе хозяев, однако первый гол в матче забил «Черноморец» — на 17-й минуте отличился Глеб Грачёв. Под конец первого тайма «Александрия» сравняла счёт. Во втором тайме хозяева забили ещё 2 гола. Никита Татарков на 80-й минуте смог отыграть один мяч. Итоговый счёт 3-2 в пользу «Александрии».
В двенадцатом туре «Черноморец» 21 октября выезжал в Киев, где встречался с донецким «Олимпиком». Игра получилась достаточно равная, с моментами для обеих команд. Однако единственный гол в матче забили номинальные хозяева — на 70-й минуте отличился Максим Дегтярев после ошибки вратаря «Черноморца». Дальнейшие попытки сравнять счёт успеха не имели, итоговый счёт 1-0 в пользу «Олимпика».

#### Февраль
В девятнадцатом туре «Черноморец» 23 февраля выезжал во Львов, где встречался с местным ФК «Львов». Игра прошла при преимуществе гостей. На 32-й минуте новичок «Черноморца» Виталий Гошкодеря забил победный гол. Во втором тайме было ещё один гол в ворота хозяев, однако вследствие ошибки бокового судьи, мяч не был засчитан. Итоговый счёт 0:1 в пользу «Черноморца».

#### Март
В двадцатом туре «Черноморец» 2 марта в Одессе встретился с текущим лидером чемпионата донецким «Шахтером». Матч прошел при достаточно уверенной игре «моряков». Лишь на 76-й минуте благодаря ошибке новичка «Черноморца» Арни Вильхамссона «Шахтер» с пенальти смог вырвать победу. Пенальти реализовал Марлос.
В двадцать первом туре «Черноморец» 9 марта в Мариуполе встретился с местным «Мариуполем». Игра прошла в осторожной борьбе, победителя такая тактика не выявила. Итоговый счёт — 0:0. Из игровых эпизодов следует отметить решение арбитра не назначать пенальти в ворота хозяев за игру рукой в штрафной площадке. Благодаря такой надежной игре команды в обороне, тренер «Черноморца» Ангел Червенков и полузащитник Евгений Морозенко попали в сборную 21-го тура УПЛ по версии FootBoom.com.
В двадцать втором туре «Черноморец» 16 марта в Одессе встретился с «Александрией». Первый тайм оказался полностью провальным — гости забили 3 безответных гола. Одна возможность забить гол была и у хозяев, однако Аржанов не забил пенальти на 11-й минуте. Во втором тайме гости уже не создавали особо опасных моментов, но и «Черноморец» не смог ничего противопоставить — на 53-й минуте удален нападающий «Черноморца» Владимир Коваль. Итоговый счёт 0:3 в пользу «Александрии».

#### Апрель
В двадцать третьем туре «Черноморец» 6 апреля в Одессе встречался с киевским «Арсеналом». На 5-й минуте гости открыли счёт — отличился Мисси Мезу. До конца первого тайма гости ещё два раза поразили ворота «Черноморца» — Вакуленко реализовал пенальти на 26-й минуте, Ориховский на 37-й минуте оформил разгром хозяев. Во втором тайме Чорний отыграл один мяч, но большего хозяева сделать не смогли. Итоговый счёт 1:3 в пользу «Арсенала».
В двадцать четвертом туре «Черноморец» 14 апреля в Одессе встречался с донецким «Олимпиком». На гол гостей в первом тайме, хозяева ответили голом во втором тайме. Матч закончился результативной ничьей — 1:1.
В двадцать пятом туре «Черноморец» 23 апреля во Львове встречался с «Карпатами». Матч прошел без забитых голов, итоговый счёт — 0:0.
В двадцать шестом туре «Черноморец» 27 апреля в Одессе играл с полтавской «Ворсклой». Уже на третьей минуте хозяева вышли вперед — отличился Арни Вильхамссон. Во втором тайме Коваль не смог забить пенальти. Гости свою попытку на 84-й минуте реализовали успешно. В дополнительное время во время атаки «Ворсклы» мяч от штанги и голкипера залетел в ворота — итоговый счёт 1:2 в пользу «Ворсклы».

#### Май
В двадцать седьмом туре «Черноморец» 5 мая в Чернигове встречался с «Десной». Матч получился напряжённым и богатым на голевые моменты. В первом тайме на 14-й минуте счёт открыли хозяева — отличился Артём Фаворов. На 18-й минуте Арни Вильхьяльмссон сравнял счёт, однако уже на 22-й минуте Андрей Гитченко опять вывел хозяев вперед. Второй тайм прошел в вялотекущей борьбе, однако под конец тайма «Черноморец» отличился ещё три раза. Так, на 86-й минуте Арни Вильхьяльмссон опять сравнял счёт, на 90-й Василий Павлов вывел команду вперед, и на последней дополнительной минуте Николай Мусолитин оформил окончательный счёт — 2:4 в пользу «Черноморца». Удачную игру Арни Вильхьяльмссона отметил экспертный совет Премьер-лиги, признав игрока лучшим в 27-м туре.
В тридцатом туре «Черноморец» 21 мая в Одессе принимал львовские «Карпаты». Матч получился удачным для одесситов — уже на 9-й минуте Арни Вильхьяльмссон вывел команду вперед. «Карпаты» пошли вперед отыгрываться, но ничего серьезного у ворот одесситов создать не смогли. На 74-й минуте Сергей Мякушко реализовал пенальти, сравняв счёт, однако через минуту Василий Павлов опять вывел «Черноморец» вперед. На 83-й минуте Дмитрий Рыжук оформил окончательный счёт матча — 3:1. Дмитрий Рыжук и Владимир Танчик вошли в символическую сборную 30-го тура УПЛ по версии UA-Футбол.
В тридцать первом туре «Черноморец» 25 мая в Полтаве встречался с «Ворсклой». Одесситы смогли забить первый гол на 26-й минуте — Владимир Коваль реализовал удачную возможность, после удачного паса Голикова. «Ворскла» пошла вперед, прижимая одесситов к штрафной плоскости. На 58-й минуте лучший форвард «Ворсклы» Юрий Коломоец сравнял счет. Спустя пять минут Владимир Танчик опять вывел «Черноморец» вперед. Отыграться хозяева больше не смогли, удаление после второй желтой карточки получил Владимир Чеснаков на 68-й минуте. Итоговый счет 1:2 в пользу «Черноморца».
В заключительном 32-м туре «Черноморец» встречался 29 мая в Одессе с черниговской «Десной». Первый тайм прошел в вялотекущей борьбе. Во втором тайме одесситы смогли забить три безответных гола. Первым отличился Владимир Танчик на 62-й минуте. На 72-й минуте Дмитрий Немчанинов получил прямую красную карточку и назначение пенальти в ворота «Десны». На 73-й минуте, Арни Вильхьяльмссон реализовал пенальти. На 85-й минуте Арни Вильхьяльмссон оформил дубль в ворота «Десны». Итоговый счет 3:0 в пользу «Черноморца».

#### Июнь
В первом матче Плей-офф за место в УПЛ «Черноморец» в Одессе 4 июня встречался с «Колосом» из Ковалевки. Матч прошел без забитых голов.
Во втором матче Плей-офф за место в УПЛ «Черноморец» в Ковалевке 8 июня встречался с местным «Колосом». Матч прошел с большими нарушениями как на поле, так и на трибунах. Из-за беспорядков на гостевых трибунах матч прерывался, из-за нарушений правил, в ворота гостей были назначены и реализованы 2 пенальти.

### Матчи[53]

#### Первый этап
1-й круг
| 23 июля 2018 г. / понедельник 1-й тур | «Черноморец» (Одесса)                  | 2:1 протокол (укр.) | Олимпик             | Одесса                                                              |
| 19:00 | Дмитрий Рыжук 9′ · Никита Татарков 65′ | обзор отчет         | Максим Дегтярев 70′ | Стадион: Черноморец Зрителей: 4364 Судья: Николай Кривоносов (Киев) |
| «Черноморец» (Одесса): Литовченко, Грачёв, Рыжук, Ярмоленко, Трубочкин, Чорний (Штогрин 90+4), Смирнов, Савченко, Леонов (Карноза 78), Татарков (Семенив 89), Диденко Олимпик: Крынский, Зубейко, Вакуленко, Немчанинов, Мелинишин, Гришко, Ксенз (Пасич 74), Кольцов, Сондей (Биленький 67), Балашов, Загорулько (Дегтярев 56) |                                        |                     |                     |                                                                     |

| 29 июля 2018 г. / воскресенье 2-й тур | Карпаты         | 1:0 протокол (укр.) | «Черноморец» (Одесса) | Львов                                                                    |
| 17:00 | Марьян Швед 16′ | обзор отчёт         |                       | Стадион: "Украина" Зрителей: 2850 Судья: Денис Шурман (Киевская область) |
| Карпаты: Кучинский, Лебеденко, Мехремич, Мирошниченко, Федецкий, Вербный, Мякушко, Карраскаль, Ди Франко (Варгас 63), Голодюк (Эрбес 52), Швед «Черноморец» (Одесса): Литовченко, Рыжук, Трубочкин, Грачёв, Чорний, Смирнов, Савченко (Бабенко 46), Романюк, Леонов (Карноза 53), Татарков (Штогрин 81), Диденко |                 |                     |                       |                                                                          |

| 4 августа 2018 г. / суббота 3-й тур | «Заря» (Луганск)   | 1:1 протокол (укр.) | «Черноморец» (Одесса) | Запорожье                                                                      |
| 19:30 | Рожерио Рафаэл 21′ | обзор отчёт         | Алексей Савченко 59′  | Стадион: Славутич-Арена Зрителей: 3961 Судья: Виктор Копиевский (Кропивницкий) |
| «Заря» (Луганск): Махарадзе, Арвеладзе (Харатин 54), Чеберко, Силас, Рафаэль (Леднев 79), Караваев, Вернидуб, Хомченовский (Кабаев 62), Каменюка, Гордиенко, Сваток «Черноморец» (Одесса): Литовченко, Романюк, Татарков (Леонов 81), Штогрин, Бабенко, Грачев, Чорний, Смирнов, Савченко (Карноза 89), Рыжук, Трубочкин (Ярмоленко 82) |                    |                     |                       |                                                                                |

| 12 августа 2018 г. / воскресенье 4-й тур | «Черноморец» (Одесса) | 1:0 протокол (укр.) | Десна | Одесса                                                                    |
| 19:00 | Евгений Смирнов 72′   | обзор отчёт         |       | Стадион: Черноморец Зрителей: 5410 Судья: Александр Омельченко (Славянск) |
| «Черноморец» (Одесса): Литовченко — Трубочкин, Грачев, Рыжук, Романюк — Смирнов, Савченко (Мусолитин 85), Чорний — Бабенко, Татарков (Леонов 90+1) – Диденко (Штогрин 74) Десна: Паст — Д. Фаворов, Гитченко, Братков, Мостовой — Огиря, Кисиль (Старенький 67)— Люлька (Банасевич 54), Хлебас, А. Фаворов (Коберидзе 82) — Филиппов |                       |                     |       |                                                                           |

| 17 августа 2018 г. / пятница 5-й тур | Арсенал-Киев           | 1:1 протокол (укр.) | «Черноморец» (Одесса) | Киев                                                        |
| 19:00 | Алексей Майданевич 26′ | обзор отчет         | Руслан Бабенко 35′    | Стадион: Динамо Зрителей: 987 Судья: Игорь Пасхал (Украина) |
| Арсенал-Киев: Ситало, Майданевич, Домбровский, Ориховский, Бушман, Альберто Пирис, Дубинчак, Карась, Кертис (Гринь 60), Лола, Алексеев (Доронин 90+4) «Черноморец» (Одесса): Литовченко, Трубочкин, Рыжук, Смирнов, Грачев, Савченко(Леонов 87), Бабенко, Романюк, Диденко(Штогрин 65), Чорний (Мусолитин 77), Татарков |                        |                     |                       |                                                             |

| 25 августа 2018 г. / суббота 6-й тур | «Черноморец» (Одесса) | 1:1 протокол (укр.) | Динамо            | Одесса                                                               |
| 19:30 | Глеб Грачев 85′       | обзор отчет         | Назарий Русин 58′ | Стадион: Черноморец Зрителей: 13272 Судья: Анатолий Абдула (Харьков) |
| «Черноморец» (Одесса): Литовченко, Трубочкин, Рыжук, Смирнов, Грачев Г., Леонов(Мусолитин 81), Савченко(Карноза 74), Бабенко Р., Романюк, Диденко(Коваль 71), Чорний Динамо: Бойко, Морозюк, Миколенко (Вербич 46), Бурда, Шабанов, Шепелев, Цыганков (Витор Буэно 64), Сидклей, Че Че, Андриевский, Русин (Супряга 82) |                       |                     |                   |                                                                      |

| 31 августа 2018 г. / пятница 7-й тур | «Ворскла» (Полтава) | 2:1 протокол (укр.) | «Черноморец» (Одесса)                 | Полтава                                                              |
| 19:30 | Владислав Кулач 49′ | обзор отчет         | Чорний 63′ · Дмитрий Рыжук 87′ (авт.) | Стадион: Ворскла Зрителей: 3315 Судья: Константин Труханов (Харьков) |
| «Ворскла» (Полтава): Шуст – Пердута, Даллку, Чижов, Артур – Кобахидзе, Шарпар, Скляр (Габелок 74), Ребенок – Кулач, Коломоець (Карека 68) «Черноморец» (Одесса): Литовченко – Романюк, Рыжук, Грачев, Трубочкин – Смирнов – Чорний, Савченко, Мусолитин (Татарков 60), Леонов – Диденко (Коваль 80) |                     |                     |                                       |                                                                      |

| 16 сентября 2018 г. / воскресенье 8-й тур | «Черноморец» (Одесса) | 0:1 протокол (укр.) | Львов             | Одесса                                                               |
| 19:30 |                       | обзор отчет         | Аугусто Бруно 44′ | Стадион: Черноморец Зрителей: 6421 Судья: Владимир Новохатний (Киев) |
| «Черноморец» (Одесса): Литовченко, Остапенко, Трубочкин, Рыжук (Мусолитин 55), Леонов (Татарков 65), Бабенко, Романюк, Чорний, Савченко, Смирнов, Коваль (Карноза 76) Львов: Бандура, Адамюк, Белый, Воронин (Путраш 34), Тейлор, Голиков, Бруно (Западня 90+1), Сантос Рафаэль, Лима, Каленчук, Дуарте (Сезар 90+3) |                       |                     |                   |                                                                      |

| 23 сентября 2018 г. / воскресенье 9-й тур | «Шахтёр» (Донецк)       | 3:0 протокол (укр.) | «Черноморец» (Одесса) | Харьков                                                            |
| 17:00 | Мораес 57′ · Тайсон 82′ | обзор отчет         | Трубочкин 59′ (авт.)  | Стадион: Металлист Зрителей: 6081 Судья: Евгений Арановский (Киев) |
| «Шахтёр» (Донецк): Шевченко – Бутко (Данченко 84), Кривцов, Матвиенко, Исмаили – Степаненко (Кайоде 71), Майкон – Марлос, Тайсон, Фернандо (Патрик 78) – Мораеш «Черноморец» (Одесса): Литовченко – Романюк, Рыжук, Грачов, Трубочкин – Савченко, Бабенко – Леонов (Татарков 84), Мусолитин, Чорний (Норенков 75) – Коваль (Штогрин 63) |                         |                     |                       |                                                                    |

| 30 сентября 2018 г. / воскресенье 10-й тур | «Черноморец» (Одесса) | 0:1 протокол (укр.) | Мариуполь  | Одесса                                                            |
| 17:00 |                       | обзор отчет         | Вакула 69′ | Стадион: Черноморец Зрителей: 4850 Судья: Виталий Романов (Днепр) |
| «Черноморец» (Одесса): Литовченко, Трубочкин, Рыжук, Мусолитин (Роберт Мутзерс 63), Савченко (Штогрин 76), Смирнов, Чорний (Карноза 86), Грачов, Бабенко, Коваль, Остапенко Мариуполь: Гальчук, Джойским Дава (Чоботенко 36), Борячук, Мишнёв (Игнатенко 77), Яворский, Зубков (Чурко 68), Бесир Демири, Федорчук, Кирюханцев, Пихаленок, Вакула |                       |                     |            |                                                                   |

| 6 октября 2018 г. / суббота 11-й тур | Александрия                                                  | 3:2 протокол (укр.) | «Черноморец» (Одесса)     | Александрия                                               |
| 17:00 | Кирилл Ковалец 44′ · Дмитрий Шастал 55′ · Евгений Банада 69′ | обзор отчет         | Грачев 17′ · Татарков 80′ | Стадион: Ника Зрителей: 1501 Судья: Игорь Пасхал (Херсон) |
| Александрия: Панькив, Бондаренко, Ковалец, Протасов (Шастал 30), Довгий, Цуриков, Ситало, Пашаев, Шендрик, Банада (Гречишкин 72), Задерака (Пономарь 46) «Черноморец» (Одесса): Литовченко, Трубочкин, Рыжук, Леонов (Мутзерс 78), Мусолитин, Савченко (Мищенко 46), Чорний, Грачов, Бабенко, Коваль (Татарков 43), Остапенко |                                                              |                     |                           |                                                           |

2-й круг
| 21 октября 2018 г. / воскресенье 12-й тур | Олимпик             | 1:0 протокол (укр.) | «Черноморец» (Одесса) | Киев                                                          |
| 17:00 | Максим Дегтярев 70′ | обзор отчет         |                       | Стадион: Динамо Зрителей: 800 Судья: Юрий Можаровский (Львов) |
| Олимпик: Махновский, Кравченко, Политыло (Кравчук 84), Гай, Билоног (Пасич 63), Балашов, Тейшейра (Кольцов 46), Снурницын, Дегтярев, Ксенз, Зубейко «Черноморец» (Одесса): Литовченко, Трубочкин (Штогрин 88), Рыжук, Мусолитин, Смирнов (Карноза 76), Чорний, Грачов, Бабенко, Коваль, Татарков, Мищенко |                     |                     |                       |                                                               |

| 28 октября 2018 г. / воскресенье 13-й тур | «Черноморец» (Одесса) | 0:5 протокол (укр.) | Карпаты                                                                                | Одесса                                                                |
| 14:00 |                       | обзор отчет         | Марьян Швед 2′ · Кристиан Понде 48′ · Сергей Мякушко 78′ 90+4′ · Алексей Гуцуляк 90+6′ | Стадион: Черноморец Зрителей: 4800 Судья: Дмитрий Кривушкин (Харьков) |
| «Черноморец» (Одесса): Литовченко - Рыжук, Грачов, Остапенко, Трубочкин - Смирнов (Мутзерс 85), Бабенко - Татарков (Штогрин 77), Мусолитин, Чорний (Карноза 58) - Коваль. Карпаты: Шевченко - Лебеденко, Мегремич, Бородай, Мирошниченко - Клец, Эрбес - Карраскаль (Вербный 73), Понде (Мякушко 64), Швед (Мендес 82) - Гуцуляк |                       |                     |                                                                                        |                                                                       |

| 4 ноября 2018 г. / воскресенье 14-й тур | «Черноморец» (Одесса) | 0:3 протокол (укр.) | «Заря» (Луганск)                          | Одесса                                                            |
| 19:30 |                       | обзор отчет         | Тымчик 27′ · Майборода 66′ · Караваев 72′ | Стадион: Черноморец Зрителей: 360 Судья: Ярослав Козык (Мукачево) |
| «Черноморец» (Одесса): Литовченко, Остапенко, Трубочкин, Мищенко , Смирнов, Чорний (Семенив 84), Романюк, Бабенко, Мусолитин (Диденко 75), Татарков (Мутцерс 65), Коваль «Заря» (Луганск): Фелипе, Вернидуб, Сваток, Михайличенко, Тымчик, Гордиенко (Леднев 68), Силас (Кочергин 80), Майборода (Кабаев 76), Громов, Караваев, Харатин |                       |                     |                                           |                                                                   |

| 10 ноября 2018 г. / суббота 15-й тур | Десна                            | 2:0 протокол (укр.) | «Черноморец» (Одесса) | Чернигов                                                                     |
| 17:00 | Безбородько 55′ · А. Фаворов 63′ | обзор отчет         |                       | Стадион: ОУСЦ Чернигов Зрителей: 2618 Судья: Александр Омельченко (Славянск) |
| Десна: Евгений Паст, Антон Братков, Владислав Огиря, Дмитрий Хлёбас (Александр Филиппов 75), Егор Картушов, Артём Фаворов, Денис Безбородько (Сергей Старенький 90+3), Максим Имереков, Андрей Слинкин, Денис Фаворов, Александр Волков (Максим Банасевич 81) «Черноморец» (Одесса): Андрей Кожухарь, Иван Трубочкин, Дмитрий Рыжук, Алексей Савченко, Артём Чорний, Глеб Грачев (Олег Остапенко 58), Руслан Бабенко, Владимир Коваль (Николай Мусолитин 87), Андрей Мищенко, Роберт Мутзерс (Денис Норенков 45), Дмитрий Семенив |                                  |                     |                       |                                                                              |

| 25 ноября 2018 г. / воскресенье 16-й тур | «Черноморец» (Одесса)       | 2:1 протокол (укр.) | Арсенал-Киев | Одесса                                                             |
| 17:00 | Муссолитин 67′ · Коваль 69′ | обзор отчет         | Семенюк 62′  | Стадион: Черноморец Зрителей: 2750 Судья: Юрий Можаровский (Львов) |
| «Черноморец» (Одесса): Литовченко - Мищенко, Грачов, Норенков, Трубочкин, Савченко, Бабенко - Леонов, Семенив, Чорний, Коваль. Арсенал-Киев: Ситало - Майданевич, Семенюк, Домбровский, Вакулко, Ориховский, Акакпо, Фещук, Дубинчак, Сагуткин, Зозуля. |                             |                     |              |                                                                    |

| 3 декабря 2018 г. / понедельник 17-й тур | Динамо                     | 2:0 протокол (укр.) | «Черноморец» (Одесса) | Киев                                                   |
| 18:30 | Цыганков 21′ · Беседин 60′ | обзор отчет         |                       | Стадион: Олимпийский Зрителей: 3870 Судья: Юрий Иванов |
| Динамо: Денис Бойко - Тамаш Кендзёра, Никита Бурда, Артём Шабанов, Виталий Мыколенко - Че Че (Сергей Сидорчук 61), Владимир Шепелев - Виктор Цыганков, Николай Шапаренко (Микаэль Дуэллунн 81), Сидклей (Артём Беседин 46) - Беньямин Вербич «Черноморец» (Одесса): Андрей Кожухар - Денис Норенков - Андрей Мищенко, Глеб Грачев, Дмитрий Рыжук - Иван Трубочкин (Никита Татарков 81) - Дмитрий Семенив, Руслан Бабенко, Николай Мусолитин (Владислав Хамелюк 90), Артём Чорний - Владимир Коваль |                            |                     |                       |                                                        |

| 8 декабря 2018 г. / суббота 18-й тур | «Черноморец» (Одесса) | 0:1 протокол (укр.) | «Ворскла» (Полтава) | Одесса                                                               |
| 17:00 |                       | обзор отчет         | Чижов 4′            | Стадион: Черноморец Зрителей: 3250 Судья: Владимир Новохатний (Киев) |
| «Черноморец» (Одесса): Литовченко – Рыжук, Мищенко (Остапенко 13), Грачов, Трубочкин (Штогрин 87) – Бабенко, Савченко – Норенков, Чорний (Мусолитин 46), Семенив – Коваль «Ворскла» (Полтава): Шуст – Пердута, Чижов, Гиоргадзе, Сакив – Чеснаков, Шарпар – Ребенок, Габелок (Мысык 90+3), Артур (Кане 85) – Карека (Сергийчук 74) |                       |                     |                     |                                                                      |

| 23 февраля 2019 г. / суббота 19-й тур | Львов | 0:1 протокол (укр.) | «Черноморец» (Одесса) | Львов                                                              |
| 17:00 |       | обзор отчет         | Гошкодеря 32′         | Стадион: "Украина" Зрителей: 700 Судья: Владимир Новохатний (Киев) |
| Львов: Сарнавский - Насонов, Парамонов, Борзенко, Адамюк - Сабино (Кадина 68), Приймак - Педро, Алваро (Янчак 73), Липе - Кауэ (Пернамбука 60). «Черноморец» (Одесса): Литовченко - Голиков, Грачёв, Мищенко, Рыжук - Морозенко (Муссолитин 85), Бабенко - Чорний (Коваль 76), Гошкодеря, Танчик - Аржанов (Павлов 90). |       |                     |                       |                                                                    |

| 2 марта 2019 г. / суббота 20-й тур | «Черноморец» (Одесса) | 0:1 протокол (укр.) | «Шахтёр» (Донецк) | Одесса                                                           |
| 17:00 |                       | обзор отчет         | Марлос 76′        | Стадион: Черноморец Зрителей: 10125 Судья: Игорь Пасхал (Херсон) |
| «Черноморец» (Одесса): Литовченко- Рыжук, Грачев, Мищенко, Голиков (Павлов 90) - Мусолитин (Хамелюк 49), Гошкодеря, Морозенко - Танчик, Чорний (Вильхамссон 70) - Аржанов. Запасные: Кожухарь, Остапенко, Норенков, Семенив, . «Шахтёр» (Донецк): Пятов - Болбат, Кривцов, Хочолава, Исмаили - Алан Патрик (Соломон 60), Степаненко - Марлос (Фернандо 90), Коваленко (Малышев 85), Тайсон - Мораес. Запасные: Трубин, Мативенко, Майкой, Кайоде. |                       |                     |                   |                                                                  |

| 9 марта 2019 г. / суббота 21-й тур | Мариуполь | 0:0 протокол (укр.) | «Черноморец» (Одесса) | Мариуполь                                                         |
| 14:00 |           | обзор отчет         |                       | Стадион: им. Бойко Зрителей: 2227 Судья: Юрий Можаровский (Львов) |
| Мариуполь: Худжамов - Полегенько, Чоботенко, Яворский, Демири - Игнатенко, Пихальонок - Зубков (Тищенко 81), Федорчук (Мишнев 65), Вакула (Сикан 86) – Борячук «Черноморец» (Одесса): Литовченко - Рыжук, Грачев, Мищенко, Голиков - Гошкодеря, Бабенко, Морозенко - Чорний (Вильхамссон 73), Танчик (Мусолитин 90+3) – Аржанов (Павлов 90) |           |                     |                       |                                                                   |

| 16 марта 2019 г. / суббота 22-й тур | «Черноморец» (Одесса) | 0:3 протокол (укр.) | Александрия                           | Одесса                                                                   |
| 14:00 |                       | обзор отчет         | Ситало 5′ · Бабаогло 32′ · Ситало 39′ | Стадион: Черноморец Зрителей: 4285 Судья: Николай Балакин (Киевская обл) |
| «Черноморец» (Одесса): Литовченко - Рыжук, Грачев, Мищенко, Норенков (Коваль 46) - Бабенко - Танчик, Морозенко (Мусолитин 65), Гошкодеря, Чорний - Аржанов (В.Павлов 79) Александрия: Панькив - Лучкевич (Микицей 46), Бабогло, Шендрик, Цуриков - Гречишкин, Банада (Дедечко 78) - Задерака, Полярус (Пономарь 70), Протасов – Ситало |                       |                     |                                       |                                                                          |

#### Второй этап (за 7-12 места)
| 6 апреля 2019 г. / суббота 23-й тур | «Черноморец» (Одесса) | 1:3 протокол (укр.) | Арсенал-Киев                                   | Одесса                                                           |
| 17:00 | Чорний 62′            | обзор отчет         | Мисси Мезу 5′ · Вакуленко 26′ · Ориховский 37′ | Стадион: Черноморец Зрителей: 4251 Судья: Юрий Иванов (Макеевка) |
| «Черноморец» (Одесса): Литовченко, Мищенко, Норенков, Рыжук, Грачёв, Гошкодеря, Бабенко, Морозенко, Танчик, Вильяльмссон (Семенив, 72), Павлов (Чорний, 46) Арсенал-Киев: Пидкивка, Вакуленко, Жичиков, Сагуткин, Дубинчак, Авагимян (Кадимян, 55), Домбровский, Мудрик (Липартия, 63), Ориховский, Танковский, Мисси Мезу (Ковпак, 79) |                       |                     |                                                |                                                                  |

| 14 апреля 2019 г. / воскресенье 24-й тур | «Черноморец» (Одесса) | 1:1 протокол (укр.) | «Олимпик» (Донецк)  | Одесса                                                              |
| 19:00 | Владимир Танчик 62′   | обзор отчет         | Максим Дегтярев 40′ | Стадион: Черноморец Зрителей: 2850 Судья: Евгений Арановский (Киев) |
| «Черноморец» (Одесса): Кожухарь, Трубочкин, Рыжук, Грачев, Мусолитин, Аржанов, Бабенко, Норенков, Танчик, Чорний (Павлов 77), Вильямссон «Олимпик» (Донецк): Крынский, Гришко, Снурницын, Гай, Политыло (Кольцов 57), Кравчук А., Пасич Е., Вантух (Цымбалюк 69), Ксёнз, Диейе (Валеев 80), Дегтярев |                       |                     |                     |                                                                     |

| 23 апреля 2019 г. / вторник 25-й тур | «Карпаты» (Львов) | 0:0 протокол (укр.) | «Черноморец» (Одесса) | Львов                                                                   |
| 18:00 |                   | обзор отчёт         |                       | Стадион: "Украина" Зрителей: 1663 Судья: Николай Балакин (Киевская обл) |
| «Карпаты» (Львов): Кучинский, Сандохадзе, Хонгла, Ковтун, Слива (Гуцуляк, 57), Нестеров, Клёц (Дебелко, 83), Мякушко, Швед, Понде (Мендес, 61), Ди Франко «Черноморец» (Одесса): Кожухарь, Трубочкин, Норенков, Грачёв, Рыжук, Мусолитин, Танчик, Морозенко (Коваль, 60), Бабенко, Аржанов (Хамелюк, 62), Вильяльмссон (Чорний, 90+2) |                   |                     |                       |                                                                         |

| 27 апреля 2019 г. / суббота 26-й тур | «Черноморец» (Одесса) | 1:2 протокол (укр.) | «Ворскла» (Полтава)       | Одесса                                                                  |
| 14:00 | Вильхамсон 2′         | обзор отчет         | Васин 84′ · Габелок 90+1′ | Стадион: Черноморец Зрителей: 3200 Судья: Константин Труханов (Харьков) |
| «Черноморец» (Одесса): Кожухарь - Трубочкин, Рыжук, Грачев, Норенков - Мусолитин, Бабенко - Танчик, Морозенко, Вильхамссон (Павлов, 77) - Коваль (Чорний, 76) «Ворскла» (Полтава): Ткаченко - Сапай, Мартыненко, Чеснаков, Кане - Шарпар, Петрович (Скляр, 80) - Васин, Габелок, Ребенок (Артур, 88) - Коломоец (Гиоргадзе, 86) |                       |                     |                           |                                                                         |

| 05 мая 2019 г. / воскресенье 27-й тур | Десна                         | 2:4 протокол (укр.) | «Черноморец» (Одесса)                                          | Чернигов                                                         |
| 17:00 | Д. Фаворов 14′ · Гитченко 22′ | обзор отчет         | Вильхамсон 18′ · Вильхамсон 86′ · Павлов 90′ · Мусолитин 90+4′ | Стадион: ОУСЦ Чернигов Зрителей: 3074 Судья: Иван Бондарь (Киев) |
| Десна: Литовка, Люлька (Сергийчук, 77), Д.Фаворов, Немчанинов, Имереков, Гитченко, Богданов, Картушов, Безбородько (Парцвания, 85), Хлёбас (Филиппов, 73), А.Фаворов «Черноморец» (Одесса): Кожухарь, Трубочкин (Павлов, 77), Рыжук, Норенков, Грачёв, Мусолитин, Бабенко, Морозенко (Хамелюк, 57), Танчик, Коваль (Семенив, 64), Вильяльмссон |                               |                     |                                                                |                                                                  |

| 12 мая 2019 г. / воскресенье 28-й тур | Арсенал-Киев                                | 3:3 протокол (укр.) | «Черноморец» (Одесса)                      | Киев                                                                  |
| 14:00 | Вильхамсон 9′ · Семенив 62′ · Бабенко 90+1′ | обзор отчет         | Вакуленко 57′ · Вакуленко 77′ · Ковпак 88′ | Стадион: Динамо Зрителей: 693 Судья: Виктор Копиевский (Кропивницкий) |
| Арсенал-Киев: Пидкивка, Жичиков, Дубинчак, Домбровский, Ориховский (Мудрик, 64), Башлай Д., Калитвинцев В., Авагимян (Липартия, 46), Танковский, Вакуленко, Мезу (Ковпак, 46) «Черноморец» (Одесса): Кожухарь, Трубочкин, Гошкодеря (Остапчук, 71), Норенков, Грачёв, Мусолитин, Бабенко, Аржанов, Танчик, Коваль (Семенив, 60), Вильяльмссон (Павлов, 81) |                                             |                     |                                            |                                                                       |

| 18 мая 2019 г. / суббота 29-й тур | «Олимпик» (Донецк)     | 2:1 протокол (укр.) | «Черноморец» (Одесса) | Киев                                                        |
| 19:30 | Матар 17′ · Вантух 49′ | обзор отчет         | Павлов 47′            | Стадион: Динамо Зрителей: 319 Судья: Игорь Пасхал (Украина) |
| «Олимпик» (Донецк): Крынский, Цымбалюк, Гришко, Клименчук, Вантух (Сондей, 79), Тейшейра, Пасич, Политыло (Валеев, 87), Ксенз, Гай, Матар (Дегтярев, 80) «Черноморец» (Одесса): Кожухарь, Голиков, Рыжук, Норенков, Грачёв (Хамелюк, 68), Гошкодеря, Танчик, Морозенко (Павлов, 46), Бабенко, Вильяльмссон (Семенив, 71), Коваль |                        |                     |                       |                                                             |

| 21 мая 2019 г. / вторник 30-й тур | «Черноморец» (Одесса)                                  | 3:1 протокол (укр.) | «Карпаты» (Львов)  | Одесса                                                            |
| 17:00 | Вильхамсон 9′ · Василий Павлов 75′ · Дмитрий Рыжук 83′ | обзор отчет         | Сергей Мякушко 74′ | Стадион: Черноморец Зрителей: 3982 Судья: Виталий Романов (Днепр) |
| «Черноморец» (Одесса): Сергей Литовченко – Иван Трубочкин, Дмитрий Рижук, Виталий Гошкодеря, Александр Голиков – Руслан Бабенко, Владислав Хамелюк – Владимир Танчик, Анри Вильямссон (Дмитрий Семенив 87) – Владимир Аржанов (Артём Чорний 89) – Владимир Коваль (Василий Павлов 75) «Карпаты» (Львов): Максим Кучинский – Андрей Бусько, Алексей Ковтун, Ади Мегремич, Денис Мирошниченко – Дмитрий Клец, Франсиско Ди Франко (Роман Толочко 86) – Кевен Мендес (Алексей Гуцуляк 49), Сергей Мякушко – Мартин Онгла – Роман Дебелко |                                                        |                     |                    |                                                                   |

| 25 мая 2019 г. / суббота 31-й тур | «Ворскла» (Полтава) | 1:2 протокол (укр.) | «Черноморец» (Одесса)                     | Полтава                                                                |
| 17:00 | Юрий Коломоец 58′   | обзор отчет         | Владимир Коваль 26′ · Владимир Танчик 62′ | Стадион: Ворскла Зрителей: 1050 Судья: Сергей Бойко (Киевская область) |
| «Ворскла» (Полтава): Александр Ткаченко, Игорь Пердута, Александр Скляр, Артём Габелок (Александр Кобахидзе 90), Николас Карека (Юрий Коломоец 46), Владимир Чеснаков, Вадим Сапай, Евгений Мартыненко, Денис Васин, Павел Ребенок (Артур Батиста де Соуза 46), Тодор Петрович «Черноморец» (Одесса): Сергей Литовченко, Дмитрий Рыжук, Александр Голиков, Владимир Аржанов, Виталий Гошкодеря, Руслан Бабенко, Владислав Хамелюк, Денис Норенков (Иван Трубочкин 73), Владимир Коваль (Василий Павлов 78), Владимир Танчик, Арни Вильхьяльмссон (Артём Чорний 65) |                     |                     |                                           |                                                                        |

| 29 мая 2019 г. / среда 32-й тур | «Черноморец» (Одесса) | 3:0 протокол (укр.) | Десна                                                 | Одесса                                                                   |
| 17:00 |                       | обзор отчет         | Владимир Танчик 62′ · Вильхамсон 73′ · Вильхамсон 85′ | Стадион: Черноморец Зрителей: 4285 Судья: Николай Балакин (Киевская обл) |
| «Черноморец» (Одесса): Литовченко, Норенков, Грачёв, Голиков, Рыжук, Танчик (Чорний, 80), Гошкодеря (Остапенко, 77), Хамелюк, Аржанов, Вильяльмссон, Коваль (Павлов, 6) Десна: Литовка, Немчанинов, Фаворов, Слинкин (Мочуляк, 72), Гитченко, Огиря, Картушов, Богданов, Безбородько (Хлёбас, 66), Филиппов, Волков (Парцвания, 78) |                       |                     |                                                       |                                                                          |

## Хронология сезона

### Итоги выступлений команды в турнире

#### Общая статистика
| Итого | Итого | Итого | Итого | Итого | Итого | Итого | Итого | Дома | Дома | Дома | Дома | Дома | Дома | На выезде | На выезде | На выезде | На выезде | На выезде | На выезде |
| И     | О     | В     | Н     | П     | МЗ    | МП    | РМ    | В    | Н    | П    | МЗ   | МП   | РМ   | В         | Н         | П         | МЗ        | МП        | РМ        |
| ----- | ----- | ----- | ----- | ----- | ----- | ----- | ----- | ---- | ---- | ---- | ---- | ---- | ---- | --------- | --------- | --------- | --------- | --------- | --------- |
| 32    | 31    | 8     | 7     | 17    | 31    | 49    | −18   | 5    | 2    | 9    | 16   | 25   | −9   | 3         | 5         | 8         | 15        | 24        | −9        |

#### Результаты по турам
| Тур   | 01 | 02 | 03 | 04 | 05 | 06 | 07 | 08 | 09 | 10 | 11 | 12 | 13 | 14 | 15 | 16 | 17 | 18 | 19 | 20 | 21 | 22 | 23 | 24 | 25 | 26 | 27 | 28 | 29 | 30 | 31 | 32 |
| ----- | -- | -- | -- | -- | -- | -- | -- | -- | -- | -- | -- | -- | -- | -- | -- | -- | -- | -- | -- | -- | -- | -- | -- | -- | -- | -- | -- | -- | -- | -- | -- | -- |
| Поле  | Д  | В  | В  | Д  | В  | Д  | В  | Д  | В  | Д  | В  | В  | Д  | Д  | В  | Д  | В  | Д  | В  | Д  | В  | Д  | Д  | Д  | В  | Д  | В  | В  | В  | Д  | В  | Д  |
| Итог  | В  | П  | Н  | В  | Н  | Н  | П  | П  | П  | П  | П  | П  | П  | П  | П  | В  | П  | П  | В  | П  | Н  | П  | П  | Н  | Н  | П  | В  | Н  | П  | В  | В  | В  |
| Место | 4  | 6  | 5  | 4  | 4  | 4  | 5  | 8  | 11 | 11 | 11 | 11 | 11 | 11 | 11 | 11 | 11 | 11 | 11 | 11 | 11 | 11 | 11 | 12 | 12 | 12 | 12 | 12 | 12 | 12 | 11 | 11 |

Последнее обновление: 29 мая 2019 года.
Источник: 

Поле: Д = дома; В = на выезде. Итог: Н = ничья; П = команда проиграла; В = команда выиграла; О = матч отложен.

### Игроки команды в турнире[55]
| Игрок       | Матчи / Туры | Матчи / Туры | Матчи / Туры | Матчи / Туры | Матчи / Туры | Матчи / Туры | Матчи / Туры | Матчи / Туры | Матчи / Туры | Матчи / Туры | Матчи / Туры | Матчи / Туры | Матчи / Туры | Матчи / Туры | Матчи / Туры | Матчи / Туры | Матчи / Туры | Матчи / Туры | Матчи / Туры | Матчи / Туры | Матчи / Туры | Матчи / Туры | Матчи / Туры | Матчи / Туры | Матчи / Туры | Матчи / Туры | Матчи / Туры | Матчи / Туры | Матчи / Туры | Матчи / Туры | Матчи / Туры | Матчи / Туры |
| Игрок       | 1            | 2            | 3            | 4            | 5            | 6            | 7            | 8            | 9            | 10           | 11           | 12           | 13           | 14           | 15           | 16           | 17           | 18           | 19           | 20           | 21           | 22           | 23           | 24           | 25           | 26           | 27           | 28           | 29           | 30           | 31           | 32           |
| ----------- | ------------ | ------------ | ------------ | ------------ | ------------ | ------------ | ------------ | ------------ | ------------ | ------------ | ------------ | ------------ | ------------ | ------------ | ------------ | ------------ | ------------ | ------------ | ------------ | ------------ | ------------ | ------------ | ------------ | ------------ | ------------ | ------------ | ------------ | ------------ | ------------ | ------------ | ------------ | ------------ |
| Грачев      | 90           | 90           | 90           | 90           | 90           | 90           | 90           |              | 90           | 90           | 90           | 90           | 90           |              | 58           | 90           | 90           | 90           | 90           | 90           | 90           | 90           | 90           | 90           | 90           | 90           | 90           | 90           | 67           | 90           |              |              |
| Диденко     | 90           | 90           |              | 74           | 65           | 70           | 81           |              |              |              |              |              |              | 16           | •            |              |              |              |              |              |              |              |              |              |              |              |              |              |              |              |              |              |
| Карноза     | 12           | 36           | 1            | •            | •            | 15           | 44           | 14           | •            | 4            | •            | 14           | 32           | •            | •            | •            | •            | •            |              |              |              |              |              |              |              |              |              |              |              | 31           |              |              |
| Леонов      | 78           | 54           | 3            | 1            | 3            | 80           | 46           | 65           | 84           | •            | 78           |              |              |              |              | 65           | •            | •            |              |              |              |              |              |              |              |              |              |              |              |              |              |              |
| Литовченко  | 90           | 90           | 90           | 90           | 90           | 90           | 90           | 90           | 90           | 90           | 90           | 90           | 90           | 90           |              | 90           |              | 90           | 90           | 90           | 90           | 90           | 90           | •            | •            | •            | •            | •            | •            | 90           |              |              |
| Рыжук       | 90           | 90           | 90           | 90           | 90           | 90           | 90(авт.)     | 55           | 90           | 90           | 90           | 90           | 90           |              | 42           |              | 90           | 90           | 90           | 90           | 90           | 90           | 90           | 90           | 90           | 90           | 90           |              | 90           | 90           |              |              |
| Савченко    | 90           | 46           | 90           | 85           | 87           | 75           | 90           | 90           | 90           | 76           | 46           | •            | •            | •            | 90           | 90           |              | 90           |              |              |              |              |              |              |              |              |              |              |              | •            |              |              |
| Смирнов     | 90           | 90           | 90           | 90           | 90           | 90           | 90           | 90           | •            | 90           |              | 76           | 85           | 90           |              |              |              |              |              |              |              |              |              |              |              |              |              |              |              | 85           |              |              |
| Татарков    | 89           | 81           | 87           | 90           | 90           | •            | 31           | 25           | 6            |              | 47           | 88           | 77           | 65           | •            | 13           | 10           |              |              |              |              |              |              |              |              |              |              |              |              | 76           |              |              |
| Трубочкин   | 90           | 90           | 84           | 90           | 90           | 90           | 90           | 90           | 90(авт.)     | 90           | 90           | 90           | 90           | 90           | 90           | 90           | 80           | 87           |              |              |              | •            | •            | 90           | 90           | 90           | 78           | 90           | •            | 90           |              |              |
| Чорний      | 90           | 90           | 90           | 90           | 77           | 90           | 90           | 90           | 74           | 90           | 90           | 90           | 58           | 84           | 90           | 90           | 90           | 46           | 76           | 70           | 73           | 90           | 44           | 77           | 1            | 14           | •            | •            | •            | 59           |              |              |
| Штогрин     | 1            | 9            | 90           | 16           | 25           |              |              | •            | 27           | 14           |              | 2            | 13           |              |              | 2            | •            | 3            |              |              |              |              |              |              |              |              |              |              |              | 14           |              |              |
| Бабенко     | •            | 44           | 90           | 90           | 90           | 90           |              | 90           | 90           | 90           | 90           | 90           | 90           | 90           | 90           | 90           | 90           | 90           | 90           |              | 90           | 90           | 90           | 90           | 90           | 90           | 90           | 90           | 90           | 90           |              |              |
| Романюк     |              | 90           | 90           | 90           | 90           | 90           | 90           | 90           | 90           |              |              |              |              | 90           |              |              |              |              |              |              |              |              |              |              |              |              |              |              |              |              |              |              |
| Ярмоленко   | 90           | •            | 6            | •            | •            | •            | •            |              |              |              |              |              |              |              |              |              |              |              |              |              |              |              |              |              |              |              |              |              |              |              |              |              |
| Безрук      | •            | •            | •            | •            | •            | •            | •            | •            | •            | •            | •            | •            |              | •            | •            |              | •            |              |              |              |              |              |              |              |              |              |              |              |              |              |              |              |
| Остапенко   | •            | •            | •            | •            | •            | •            | •            | 90           | •            | 90           | 90           | •            | 90           | 90           | 32           | •            | •            | 76           | •            | •            | •            | •            | •            | •            | •            | •            | •            | 19           | •            | 90           |              |              |
| Норенков    | •            | •            | •            |              |              |              |              | •            | 16           | •            | •            | •            | •            | •            | 45           | 90           | 90           | 90           | •            | •            | •            | 45           | 90           | 90           | 90           | 90           | 90           | 90           | 90           | •            |              |              |
| Мусолитин   |              |              |              | 5            | 13           | 10           | 59           | 35           | 90           | 63           | 90           | 90           | 90           | 74           | 3            | 25           | 89           | 44           | 5            | 49           | 1            | 25           |              | 90           | 90           | 90           | 90           | 90           |              | 90           |              |              |
| Семенив     | 1            |              | •            |              |              |              |              |              |              |              |              | •            |              | 6            | 90           | 77           | 90           | 90           | •            | •            |              |              | 18           | •            | •            | •            | 26           | 30           | 19           |              |              |              |
| Коваль      |              |              |              |              |              | 20           | 9            | 76           | 63           | 90           | 43           | 90           | 90           | 90           | 87           | 90           | 90           | 90           | 24           |              | •            | 8            |              |              | 30           | 76           | 64           | 60           | 90           | 90           |              |              |
| Хомутов     |              |              |              |              |              |              |              | •            |              |              |              |              |              |              |              |              |              |              |              |              |              |              |              |              |              |              |              |              |              |              |              |              |
| Мутзерс     |              |              |              |              |              |              |              |              |              | 27           | 12           |              | 5            | 25           | 45           |              |              |              |              |              |              |              |              |              |              |              |              |              |              | 5            |              |              |
| Мищенко     |              |              |              |              |              |              |              |              |              | •            | 44           | 90           |              | 90           | 90           | 90           | 90           | 14           | 90           | 90           | 90           | 90           | 90           |              |              |              |              |              |              |              |              |              |
| Хамелюк     |              |              |              |              |              |              |              |              |              |              | •            |              | •            |              |              | •            | 1            | •            |              | 41           |              |              | •            | •            | 28           | •            | 33           |              | 23           | •            |              |              |
| Кожухарь    |              |              |              |              |              |              |              |              |              |              |              |              | •            |              | 90           | •            | 90           | •            | •            | •            | •            | •            | •            | 90           | 90           | 90           | 90           | 90           | 90           | •            |              |              |
| Аржанов     |              |              |              |              |              |              |              |              |              |              |              |              |              |              |              |              |              |              | 90           | 90           | 90           | 79.          | •            | 90           | 62           |              |              | 45           |              |              |              |              |
| Танчик      |              |              |              |              |              |              |              |              |              |              |              |              |              |              |              |              |              |              | 85           | 90           | 90           | 90           | 90           | 90           | 90           | 90           | 90           | 90           | 90           |              |              |              |
| Павлов      |              |              |              |              |              |              |              |              |              |              |              |              |              |              |              |              |              |              | 1            | 3            | 4            | 11           | 46           | 13           | •            | 13           | 12           | 8            | 44           |              |              |              |
| Гошкодеря   |              |              |              |              |              |              |              |              |              |              |              |              |              |              |              |              |              |              | 90           | 90           | 90           | 90           | 90           |              |              |              |              | 71           | 90           |              |              |              |
| Голиков     |              |              |              |              |              |              |              |              |              |              |              |              |              |              |              |              |              |              | 90           | 90           | 90           |              |              |              |              |              |              |              | 90           |              |              |              |
| Вильхамссон |              |              |              |              |              |              |              |              |              |              |              |              |              |              |              |              |              |              |              | 20           | 17           | •            | 72           | 90           | 90           | 77           | 90           | 82           | 71           |              |              |              |
| Морозенко   |              |              |              |              |              |              |              |              |              |              |              |              |              |              |              |              |              |              |              | 90           | 90           | 65           | 90           | •            | 60           | 90           | 57           | •            | 46           |              |              |              |
| Велев       |              |              |              |              |              |              |              |              |              |              |              |              |              |              |              |              |              |              |              |              |              |              |              |              |              | •            | •            | •            |              |              |              |              |

## Кубок Украины

### Матчи

#### Третий предварительный этап
| 26 сентября 2018 г. / среда 1/16 | Черноморец                                 | 3:0 отчёт | Александрия | Украина, Одесса                                                 |
| 19:00 | Чорний 43′(пен.) · Коваль 75′ · Чорний 83′ | обзор     |             | Стадион: Черноморец Зрителей: 3200 Судья: Омельченко (Славянск) |
| Черноморец: Безрук, Трубочкин, Рыжук, Смирнов, Грачев, Остапенко, Мусолитин, Савченко (Мищенко 87), Карноза (Бабенко 68), Диденко (Коваль 7), Чорний. Александрия: Леванидов, Микицей, Довгий, Семенов, Шкиндер, Бабогло, Бухал, Витенчук (Гречишкин 46), Кулиш (Верхоланцев 68), Устименко, Пономарь, Гранчар (Ткачук 73). |                                            |           |             |                                                                 |

#### 1/8 финала
| 31 октября 2018 г. / среда | Черноморец | 1:2 отчёт | Ворскла                       | Украина, Одесса     |
| 19:00 | Грачев 69′ | обзор     | Сакив 60′ · Карека 63′ (пен.) | Стадион: Черноморец |
| Черноморец: Безрук, Романюк (Семенив 76), Грачев, Смирнов, Норенков, Савченко, Краноза, Мусолитин (Хомутов 82), Чорний, Мутцерс (Татарков 46), Штогрин Ворскла: Ткаченко, Гиоргадзе, Якубу, Скляр, Габелок (Мазур 87), Мысык, Карека (Сергийчук 71), Одарюк (Сапай 56), Мартыненко, Сакив, Кане |            |           |                               |                     |